# Mündling
Mündling – wieś w Niemczech, w kraju związkowym Bawaria, w rejencji Szwabia, w powiecie Powiat Donau-Ries. Leży około 4 km na wschód od Harburg (Schwaben), 3 km na zachód od Sulzdorf, oraz 4 km na południe od Fünfstetten.
Wieś liczy sobie około 600 mieszkańców (stan na 2020 rok). Administracyjnie podlega Mündling wspólnocie administracyjnej miasta Harburg w Szwabii. Do wsi zaliczane są również miejscowość Mündling Bahnhof oraz położone na północny zachód od wsi gospodarstwo Olachmühle.
Przed 15 milionami lat miało miejsce uderzenie meteorytu, które spowodowałeo powstanie krateru poimpaktowego Nördlinger Ries. Na brzegu tego krateru znajduje się Mündling.
Miejscowość została wzmiankowana po raz pierwszy 2 kwietnia 805 roku. Mündling był samodzielną gminą w powiecie Donauwörth, lecz po reformie administracyjnej z dniem 1 lipca 1971 stał się częścią miasta Harburg (Schwaben).
Katolicka parafia pod wezwaniem św. Jana Chrzciciela należy do dekanatu Weißenburg-Wemding oraz diecezji Eichstätt. Do parafii należy również kościół pod wezwaniem św. Tomasza w Gunzenheim, gospodarstwa Olachmühle, Salchhof, Bühlhof, Harthof, Kratzhof, Listhof, Ronheim, Katzenstein oraz cały obszar miasta Harburga znajdujący się na lewym brzegu rzeki Wörnitz.
Część wsi Mündling Bahnhof leży bezpośrednio przy trasie kolejowej Monachium – Norymberga.
Na południowy wschód od wsi znajduje się kaplica Matki Boskiej ufundowana w 1981 roku przez proboszcza Mündling, Josepha Hager w podzięce za uratowanie z opresji. Ksiądz Hager udał się pewnego zimowego wieczoru do Gunzenheim, celem dokonania posługi kapłańskiej. Chcąc skrócić sobie drogę powrotną zboczył z szosy i się zgubił (było już po zmroku, mgliście i padał śnieg). W strachu przed zamarznięciem i w efekcie śmiercią ksiądz zaczął żarliwie modlić się do Matki Boskiej o wyratowanie z opresji i w trakcie modlitwy osłyszał dzwony kościelne, które doprowadziły go do plebanii.

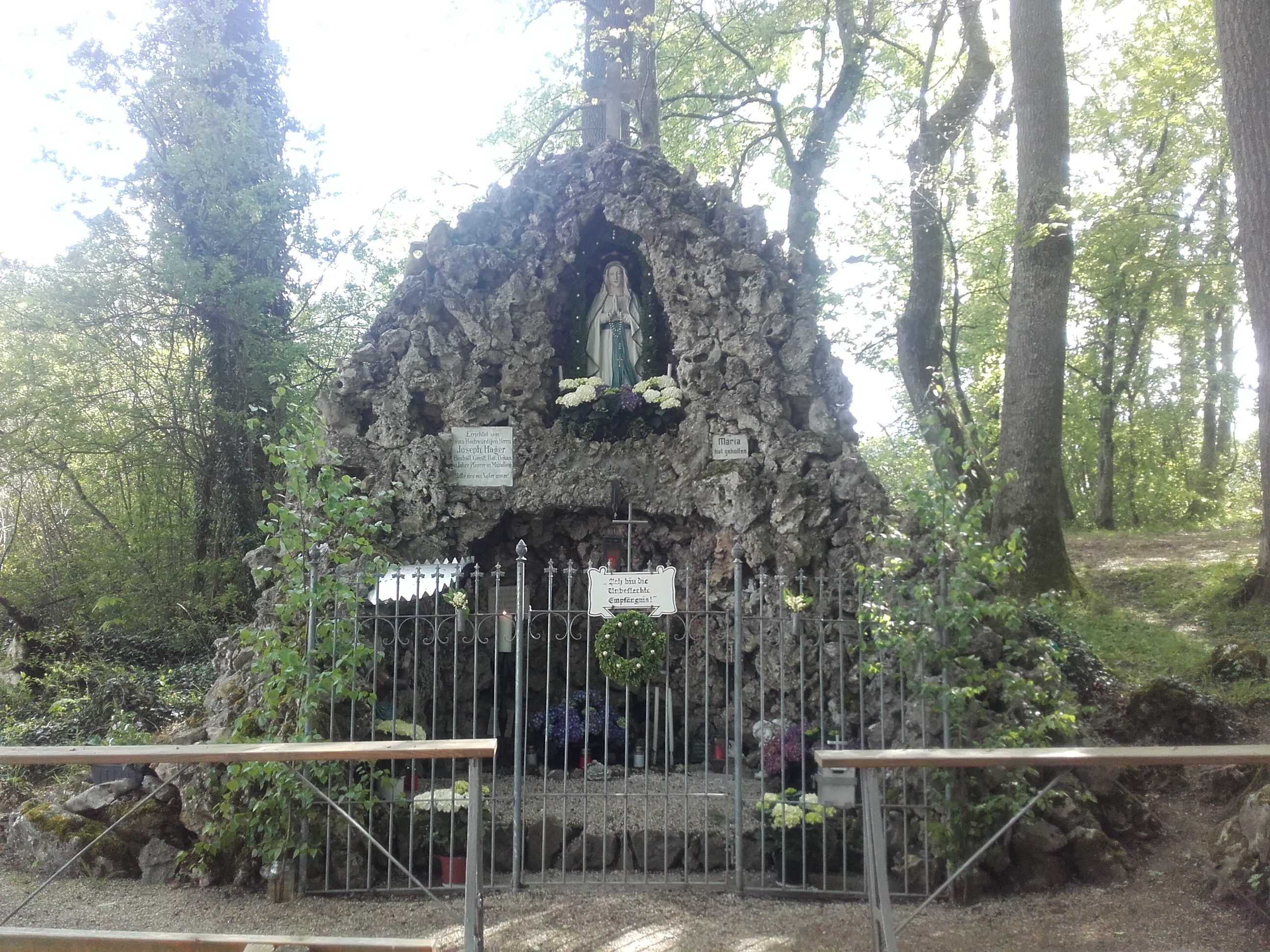
kaplica Matki Boskiej na południe od Mündling
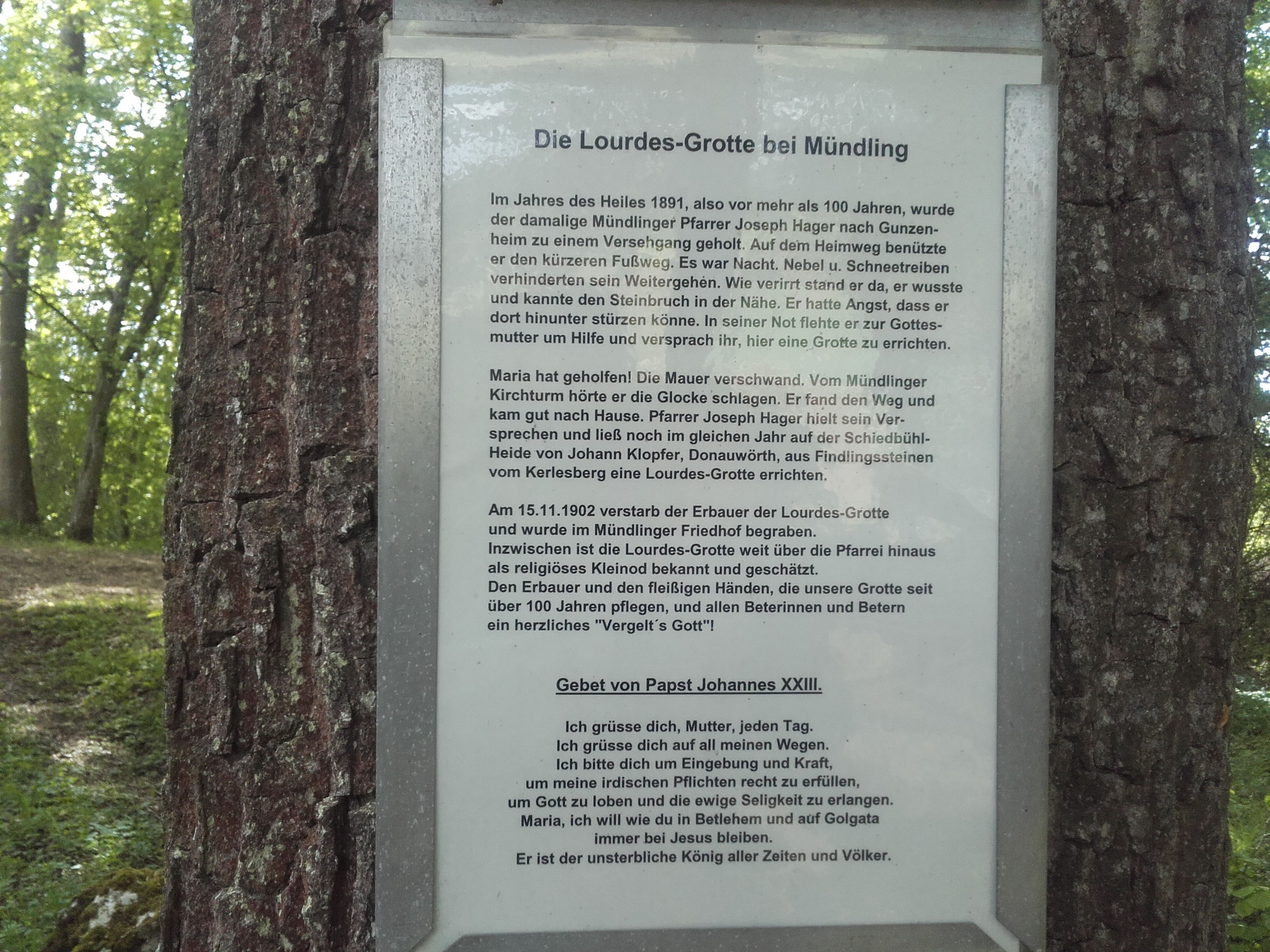
historia wybudowania kaplicy
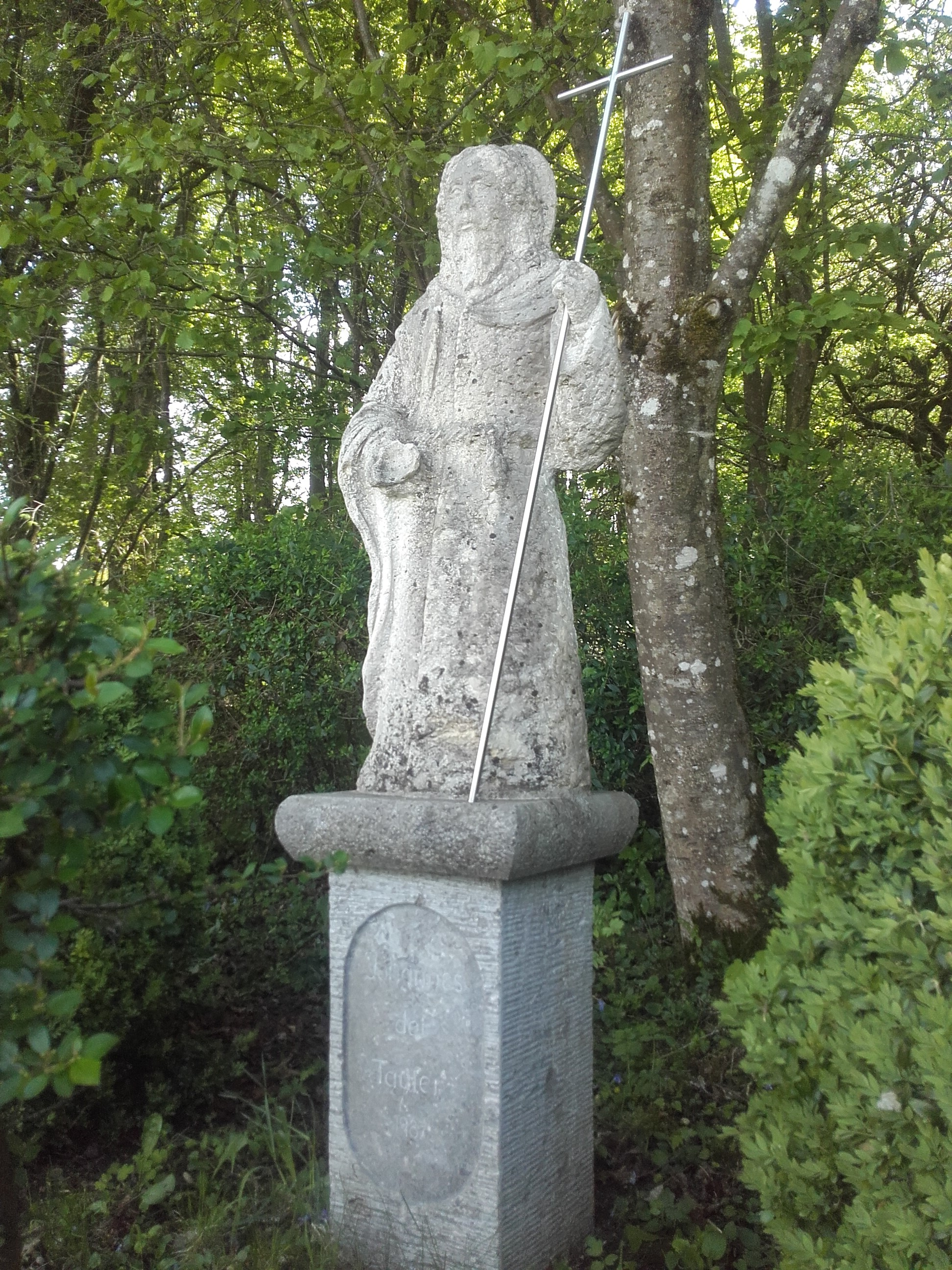
posąg Jana Chrzciciela niedaleko kaplicy Matki Boskiej w Mündling

## Gospodarka
We wsi znajduje się gospoda "Beim Brui", oraz zajazd Weberhans. W Mündling działa również warsztat samochodowy, elektryk, malarz oraz stolarz.

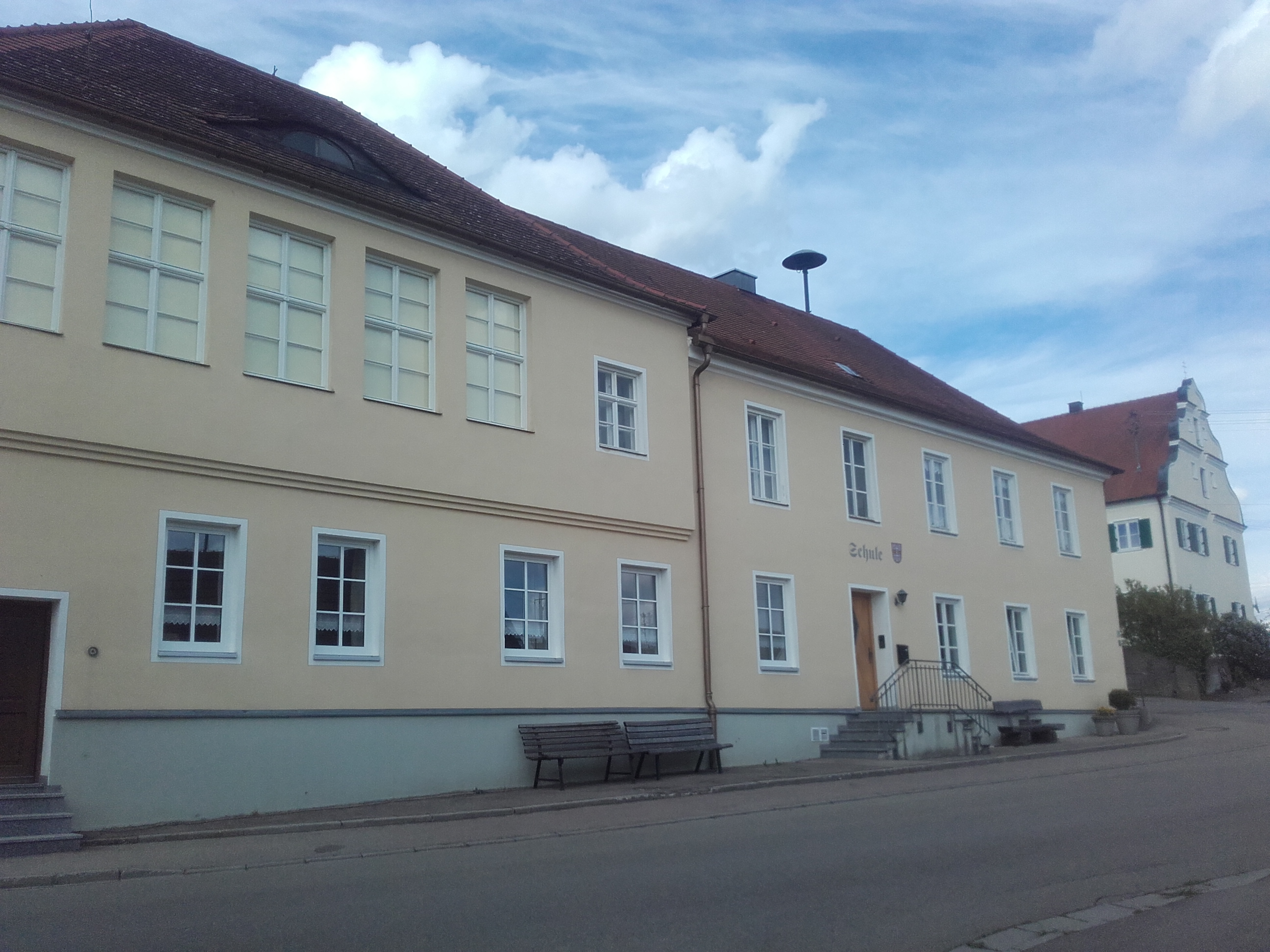
budynek starej szkoły podstawowej
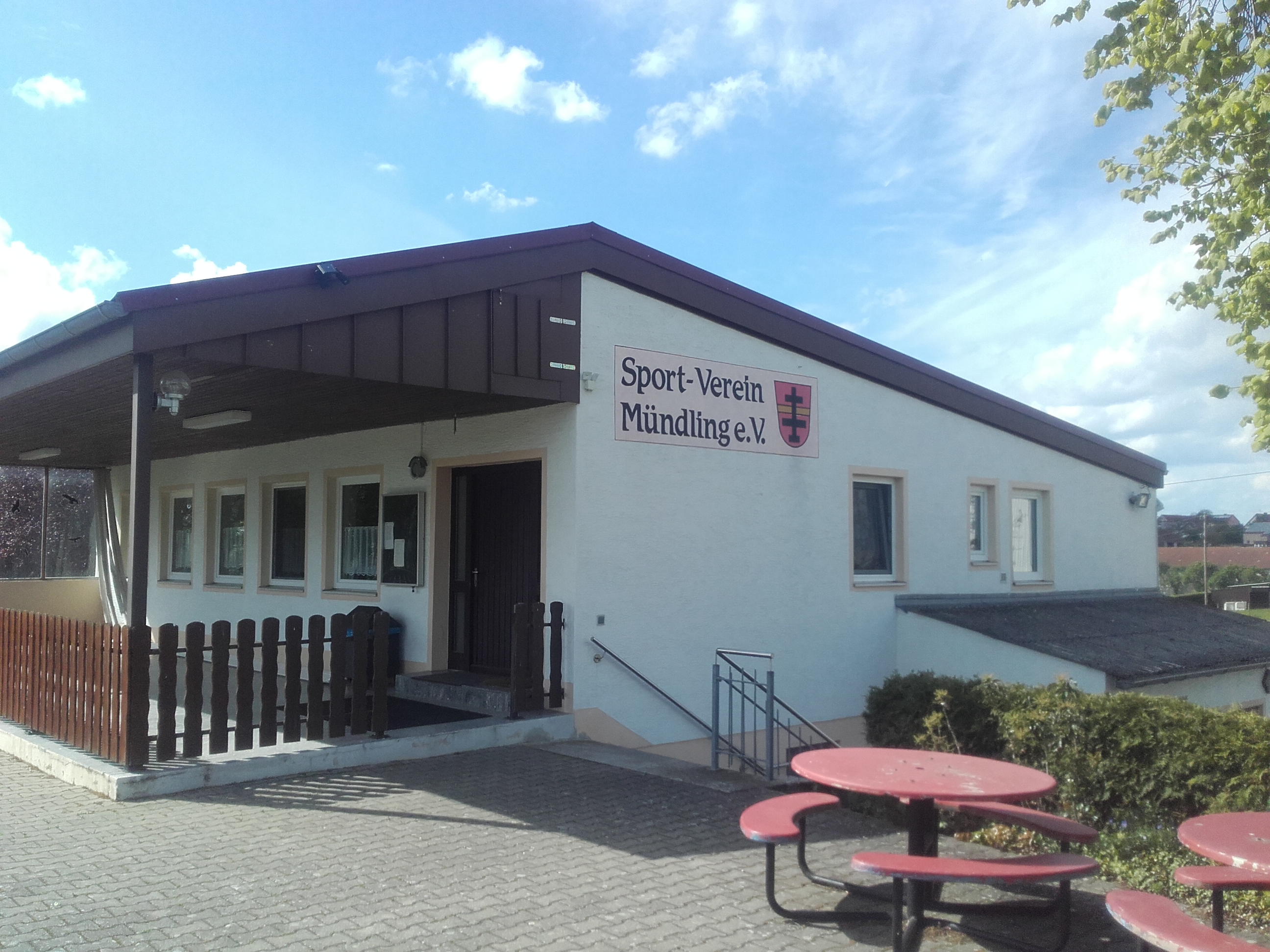
budynek klubu sportowego
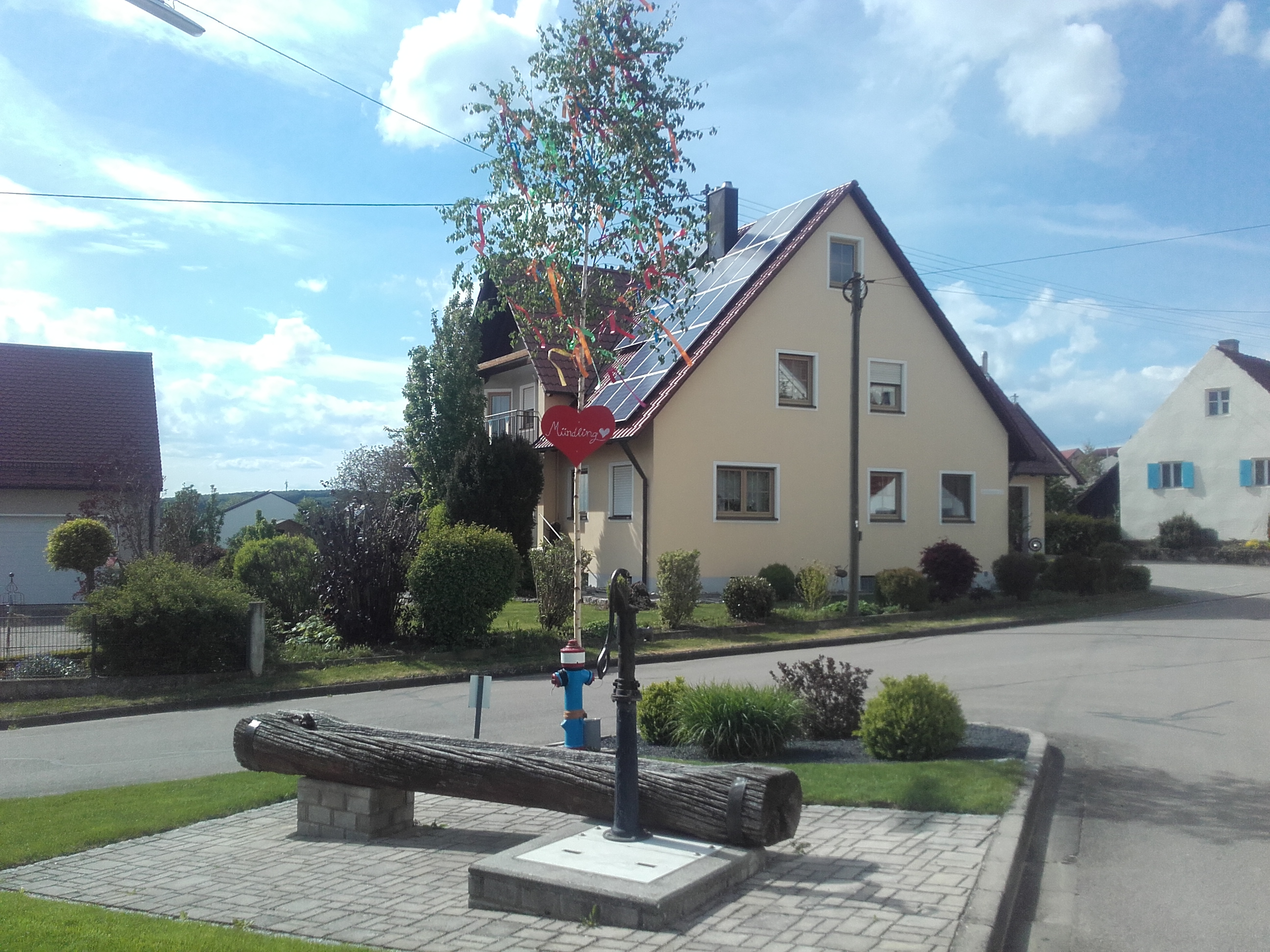
studnia wiejska
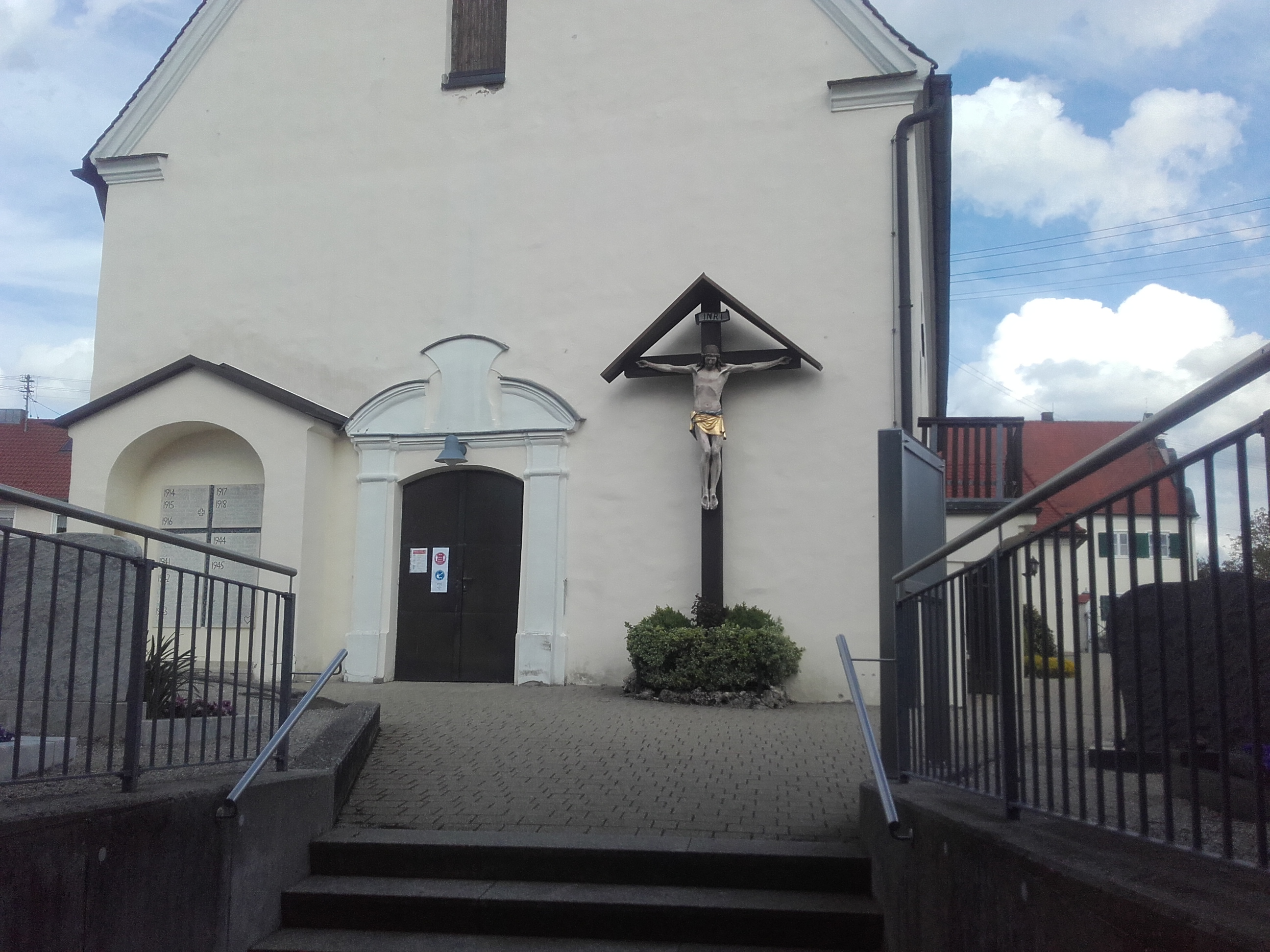
wejście do kościoła
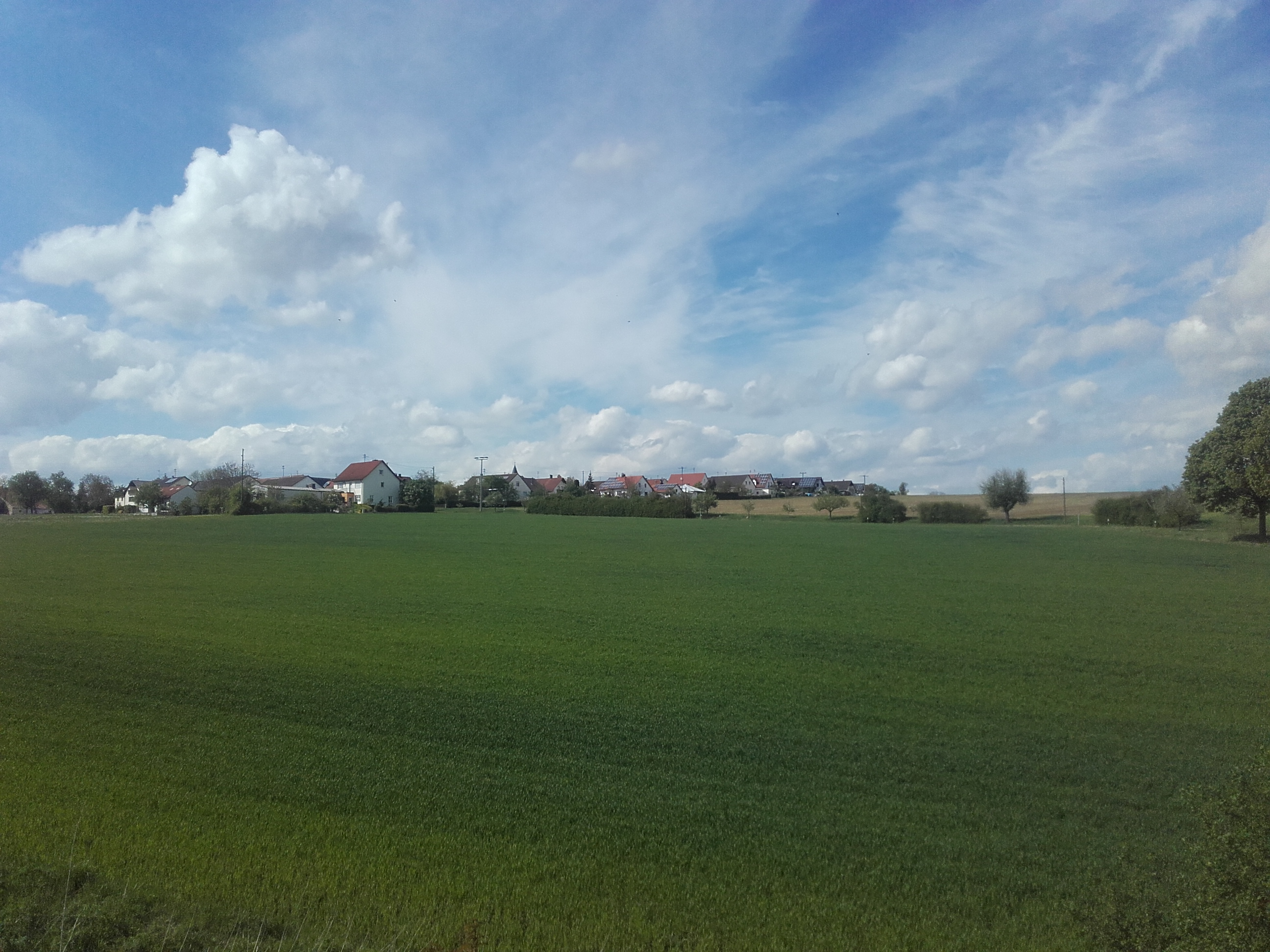
widok od południowego zachodu
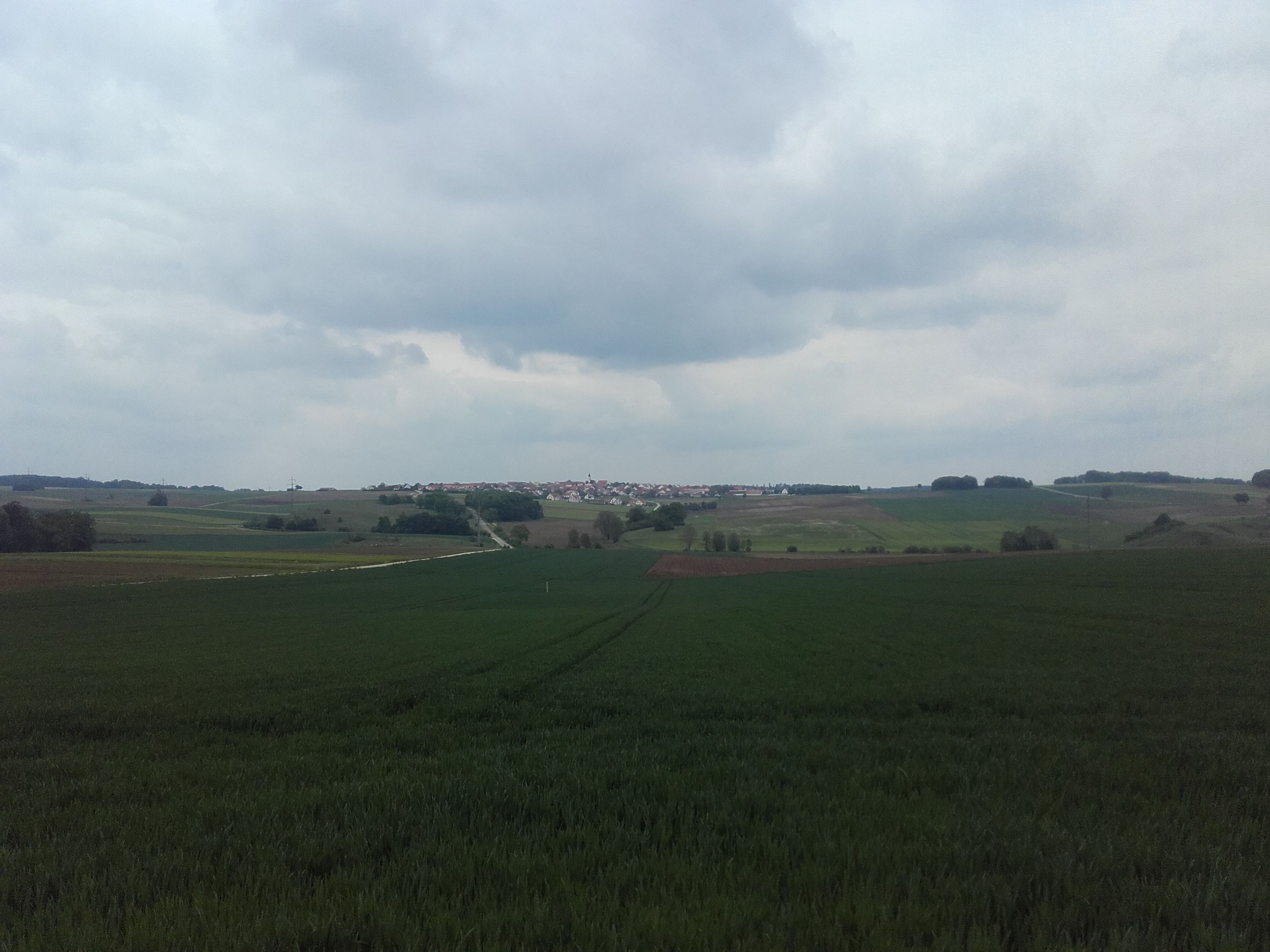
widok od zachodu